# تروسکاویک
تروسکاویک یا تروسکافتس (به انگلیسی: Truskavets) شهری است که در استان لفیف اوکراین قرار دارد.

## نگارخانه

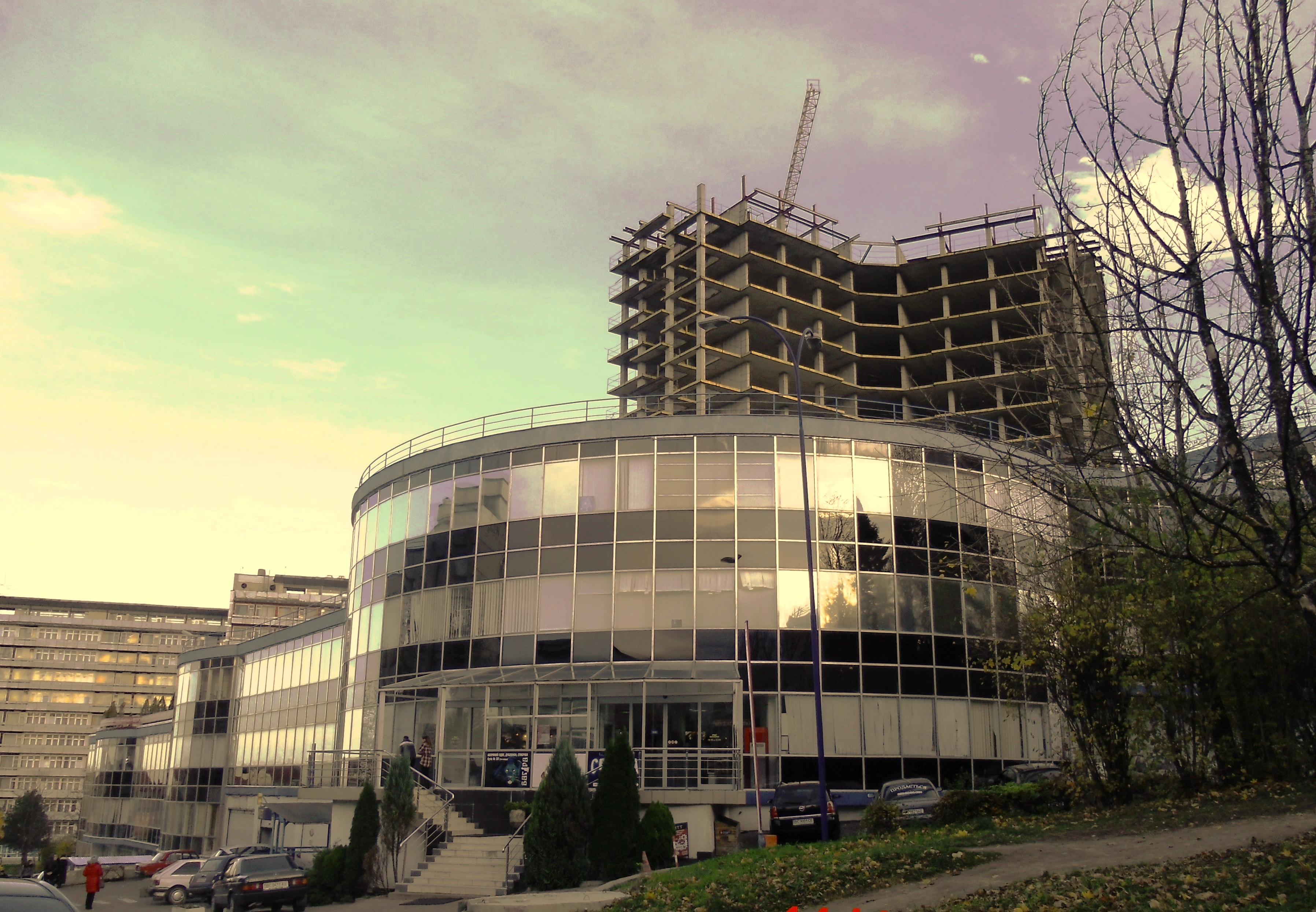
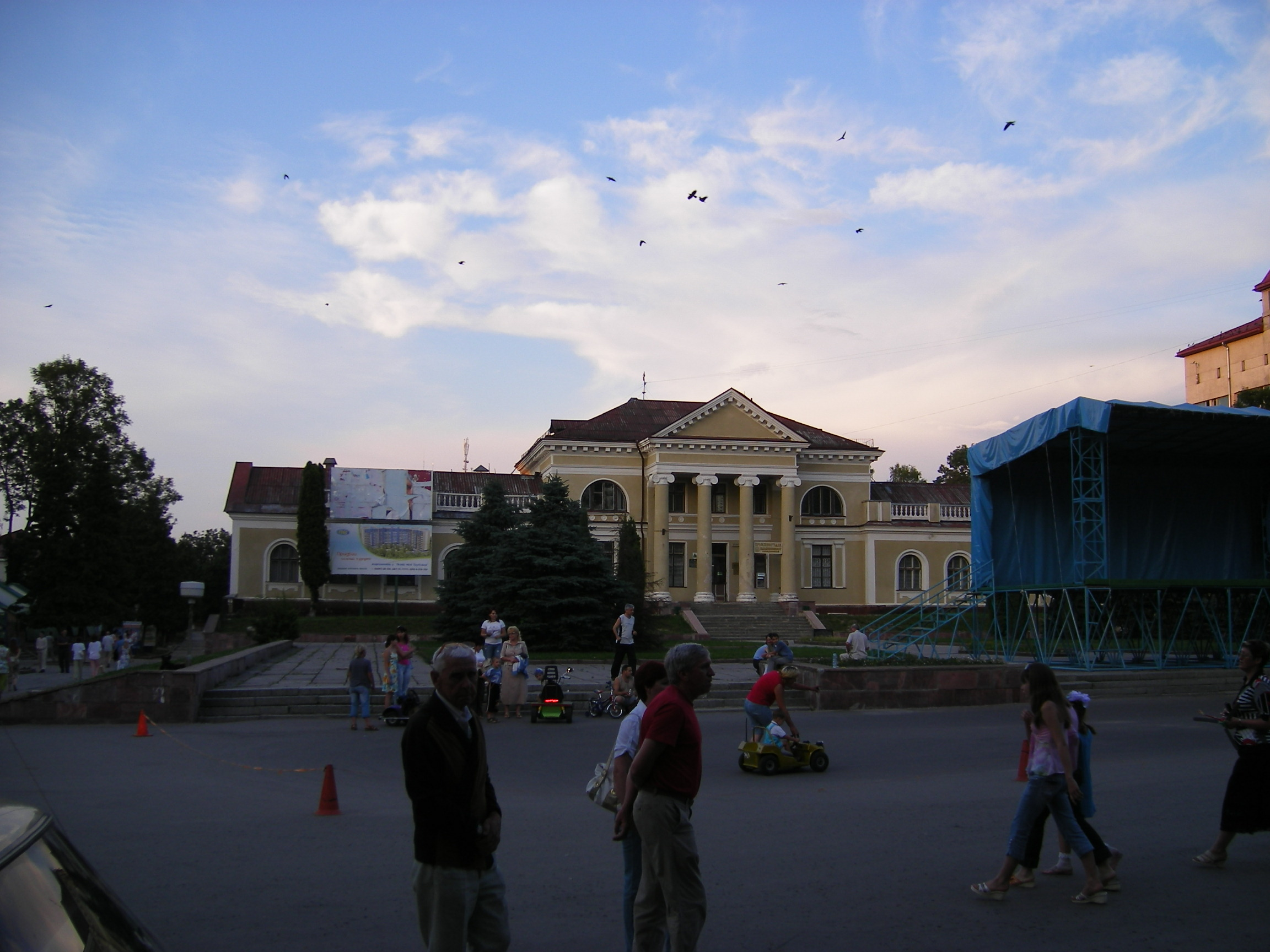
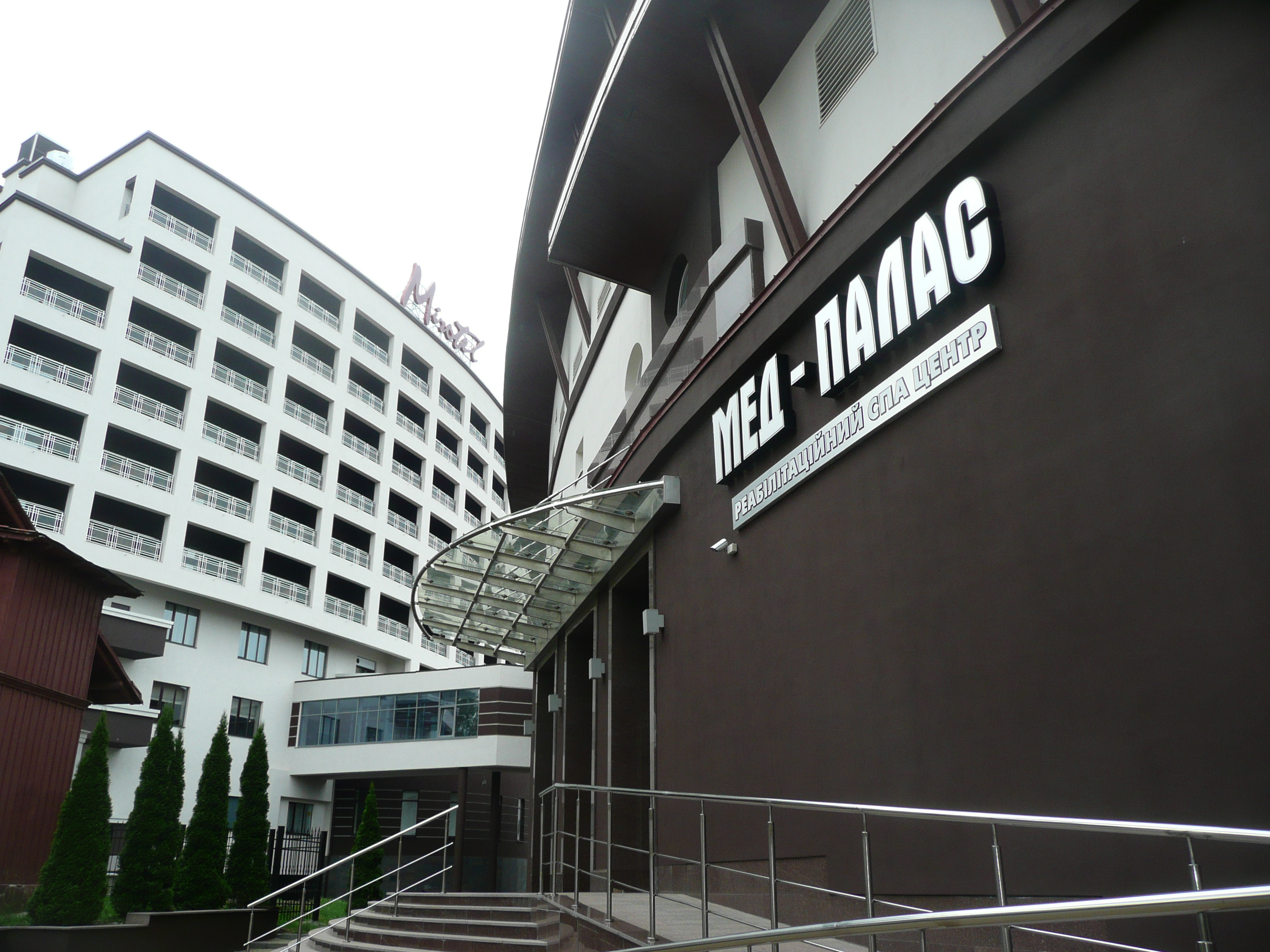
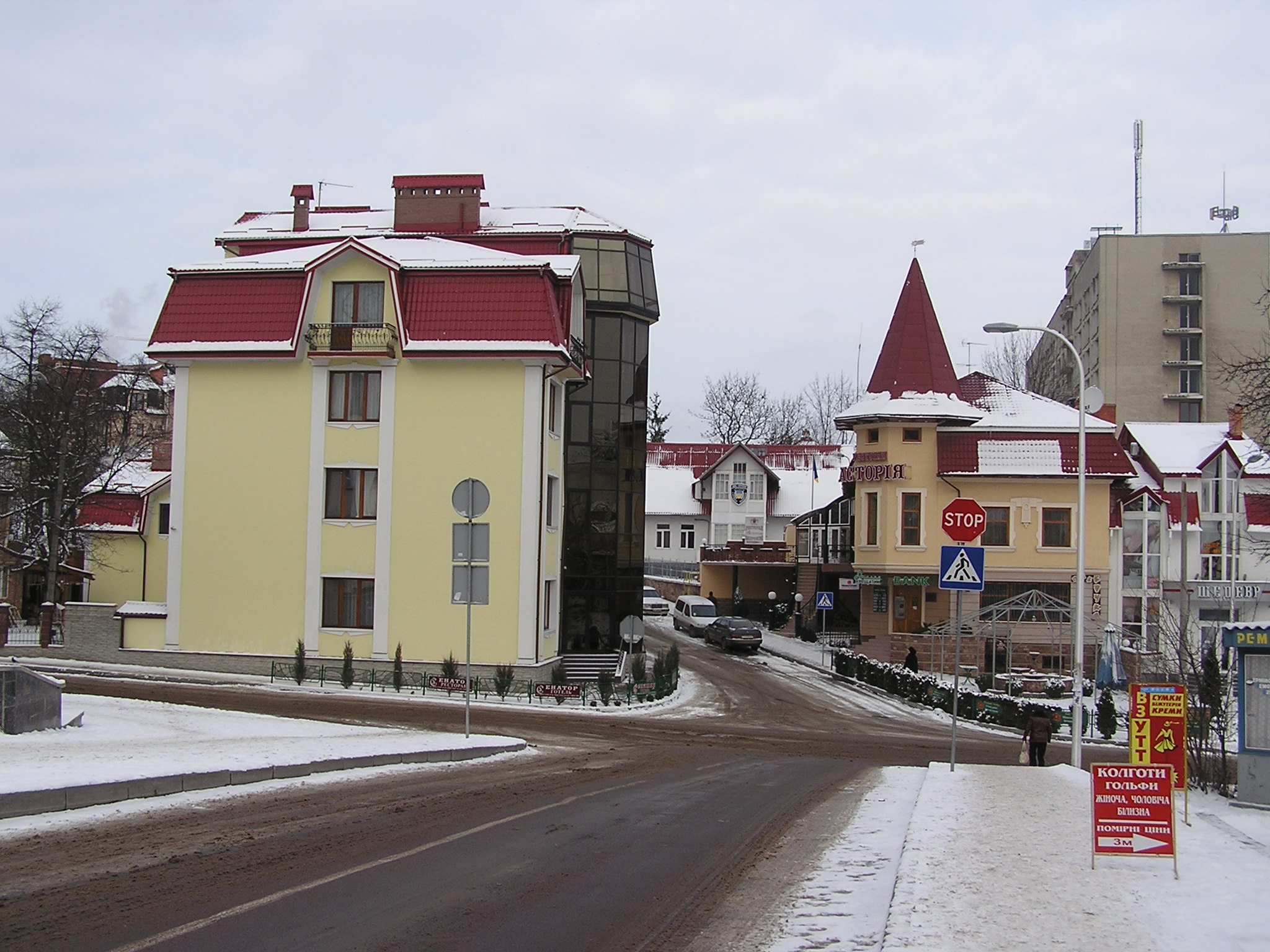
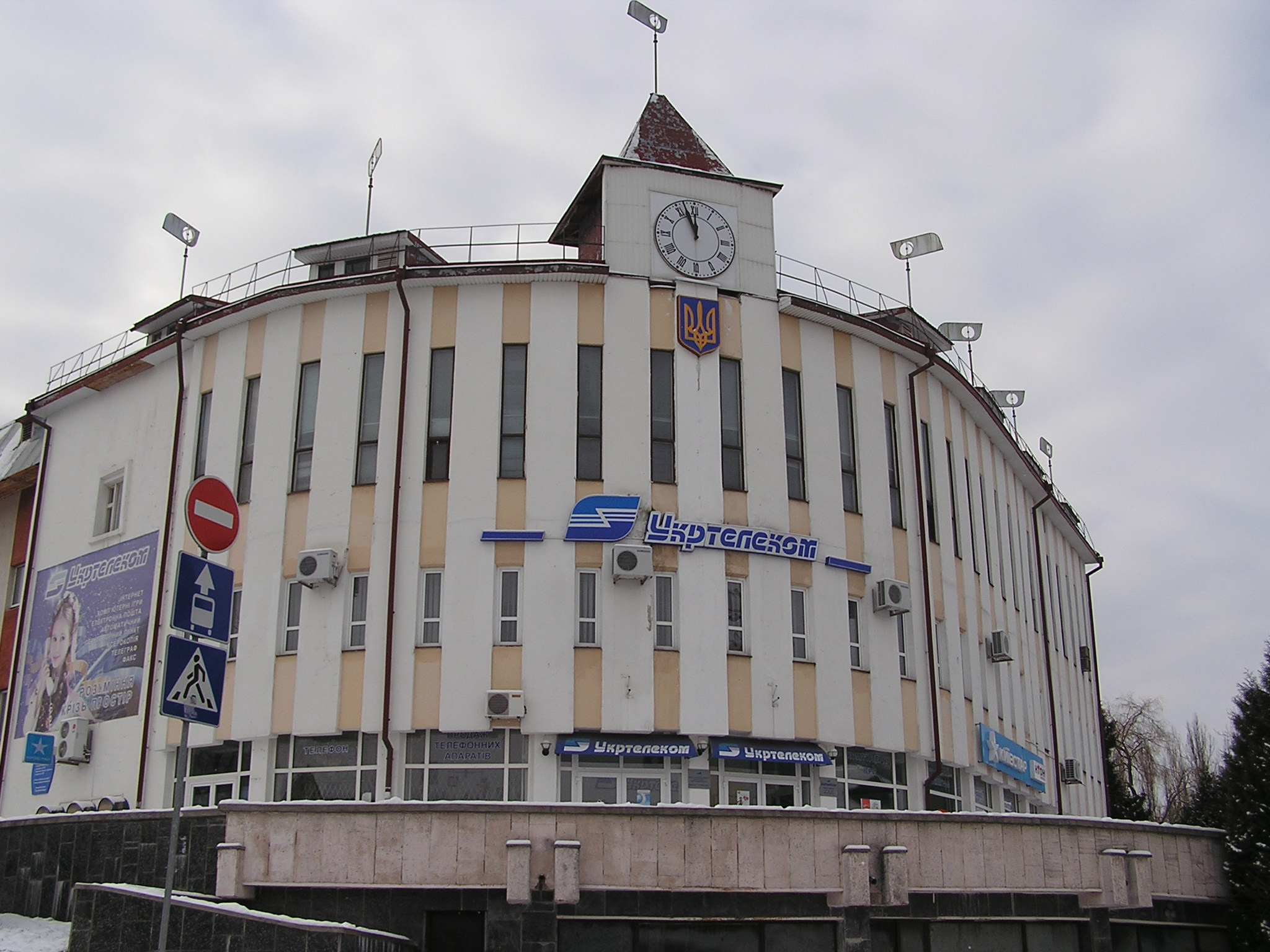
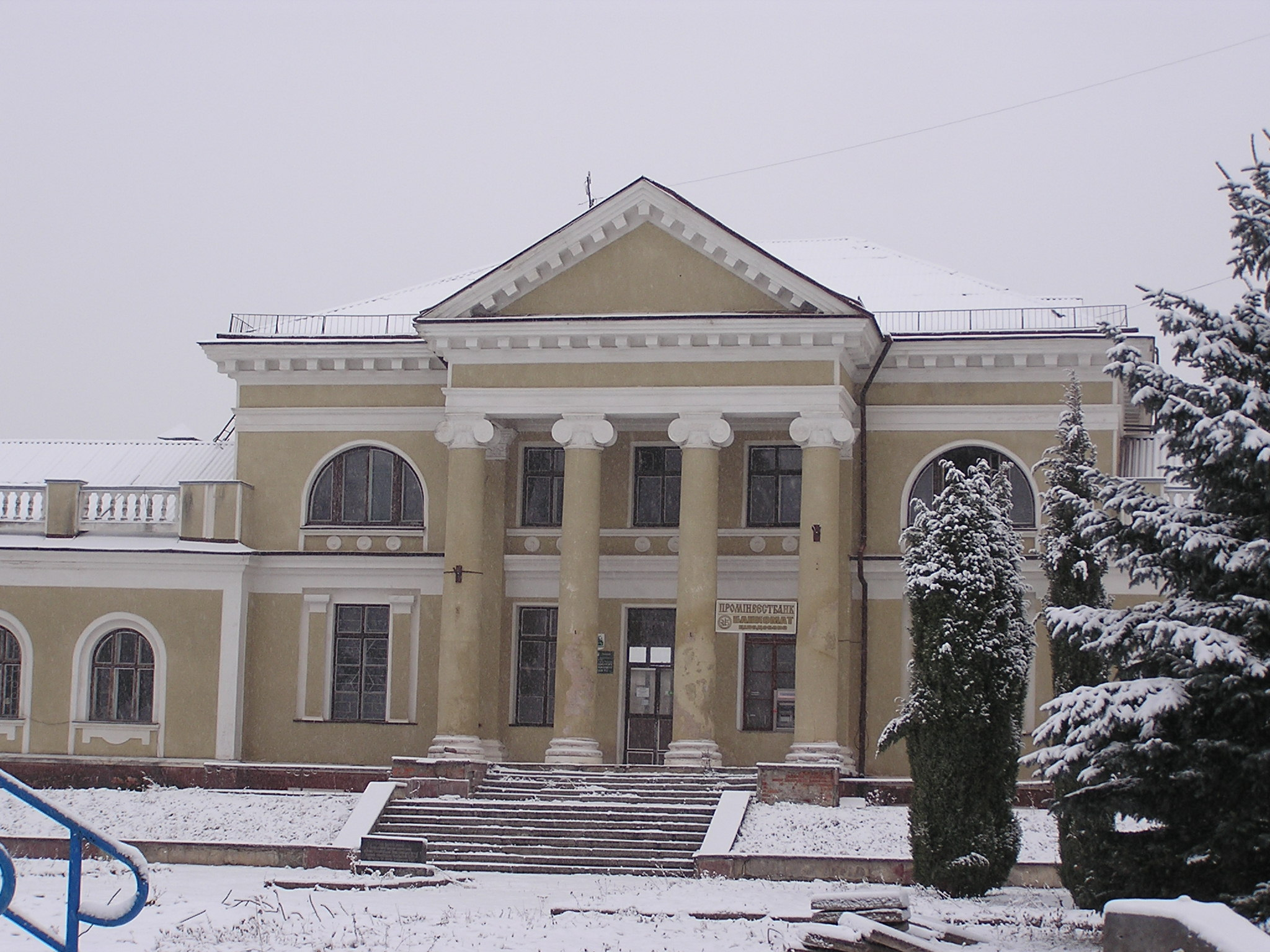
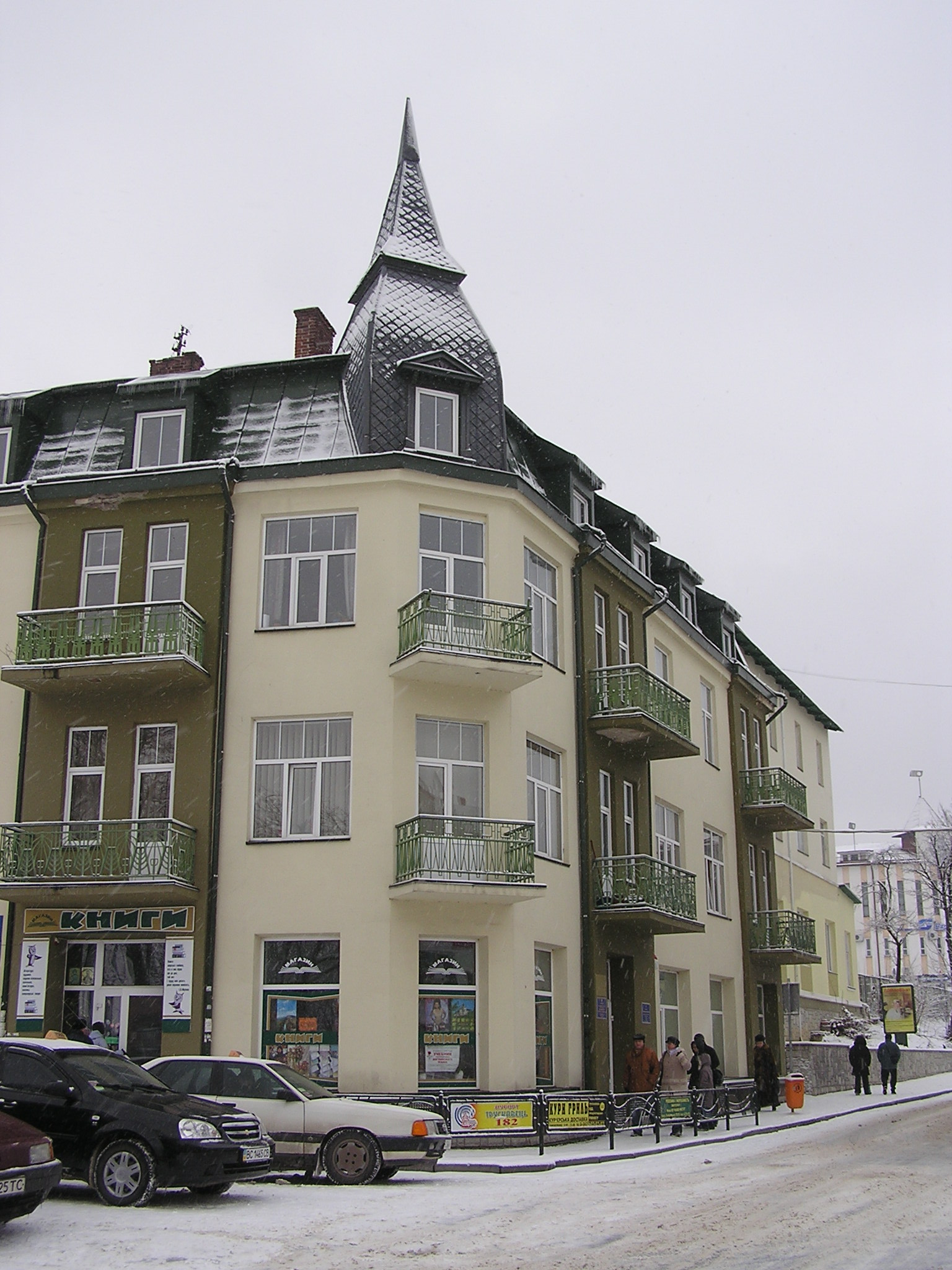
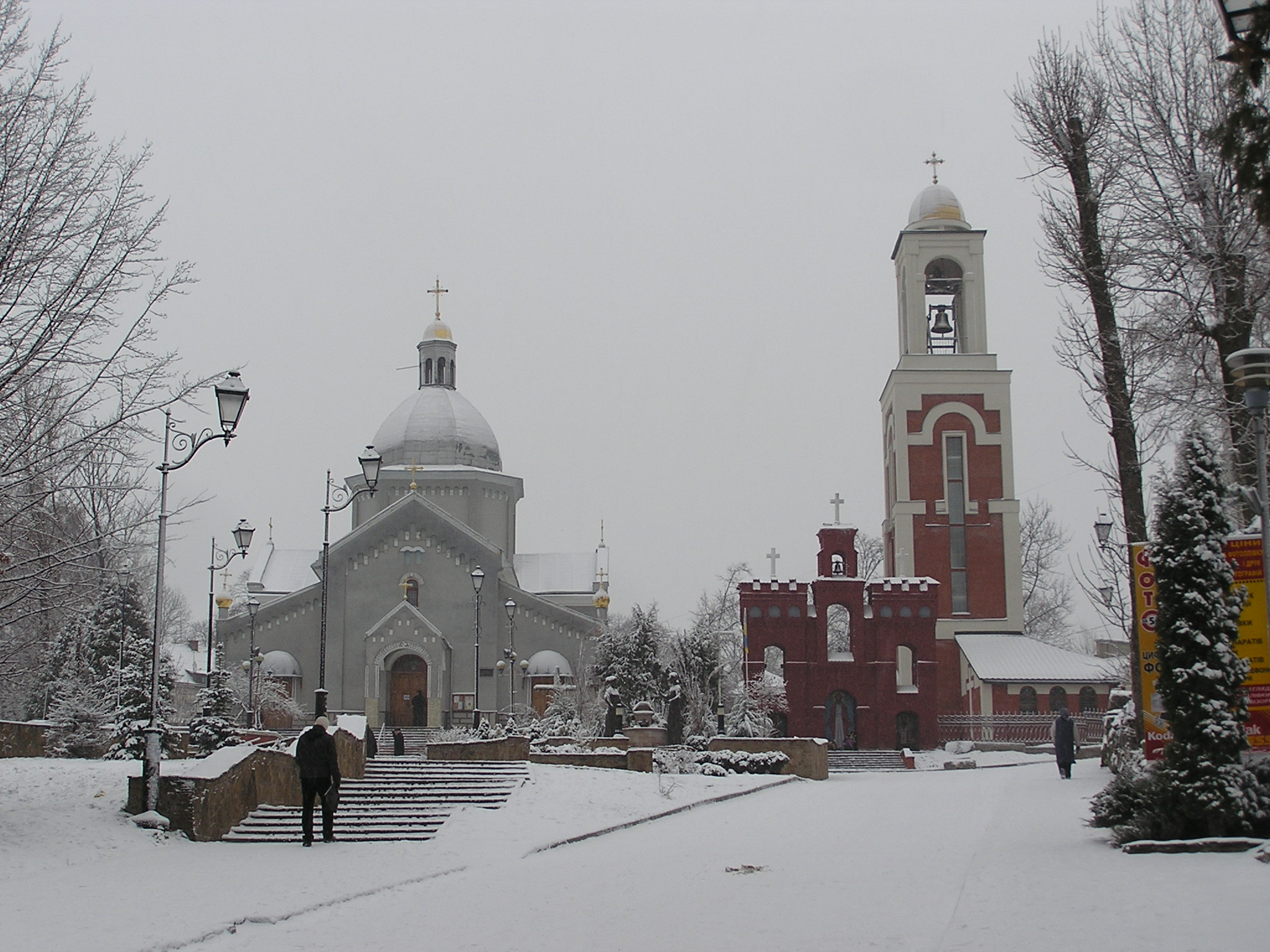
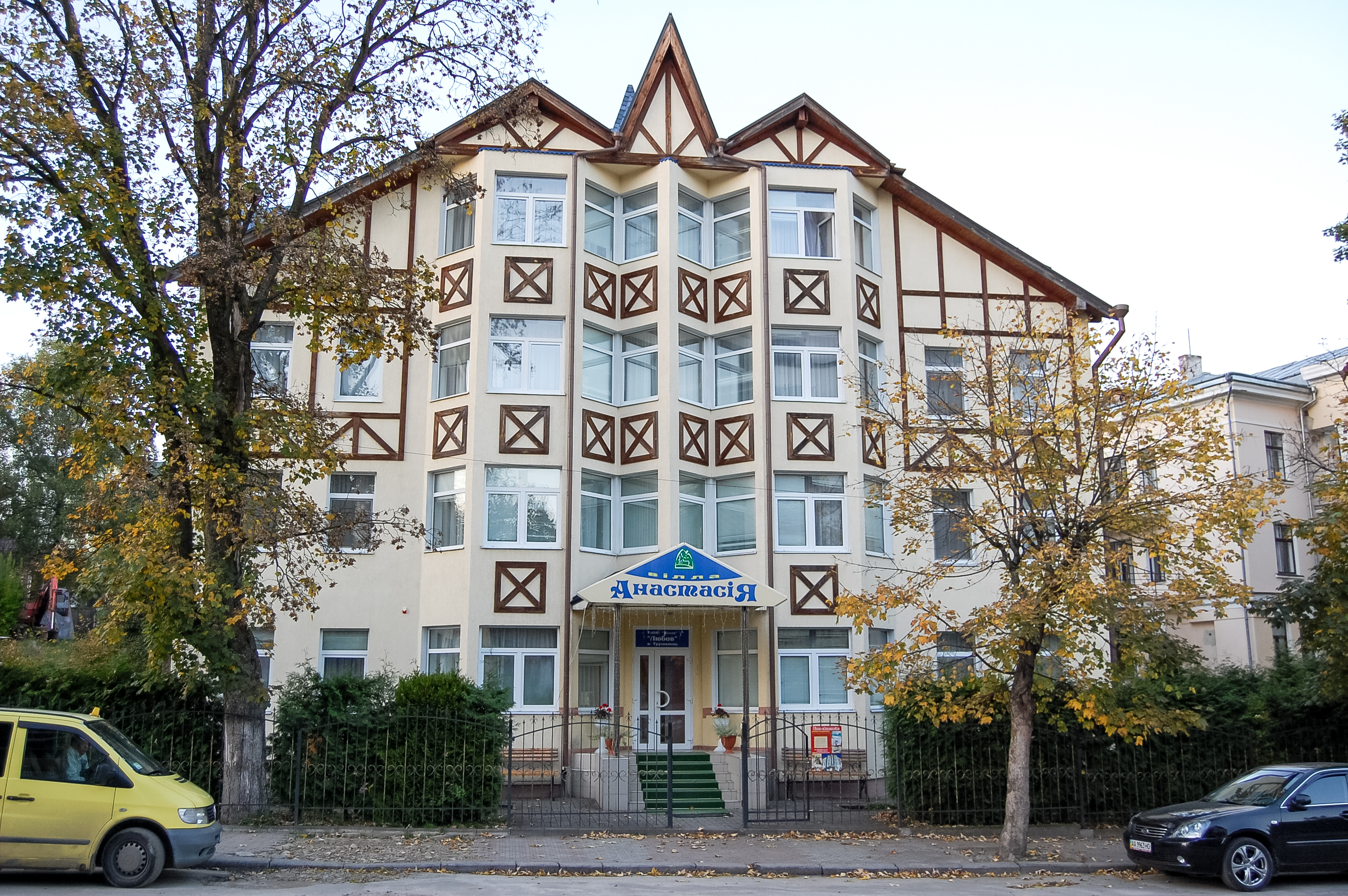
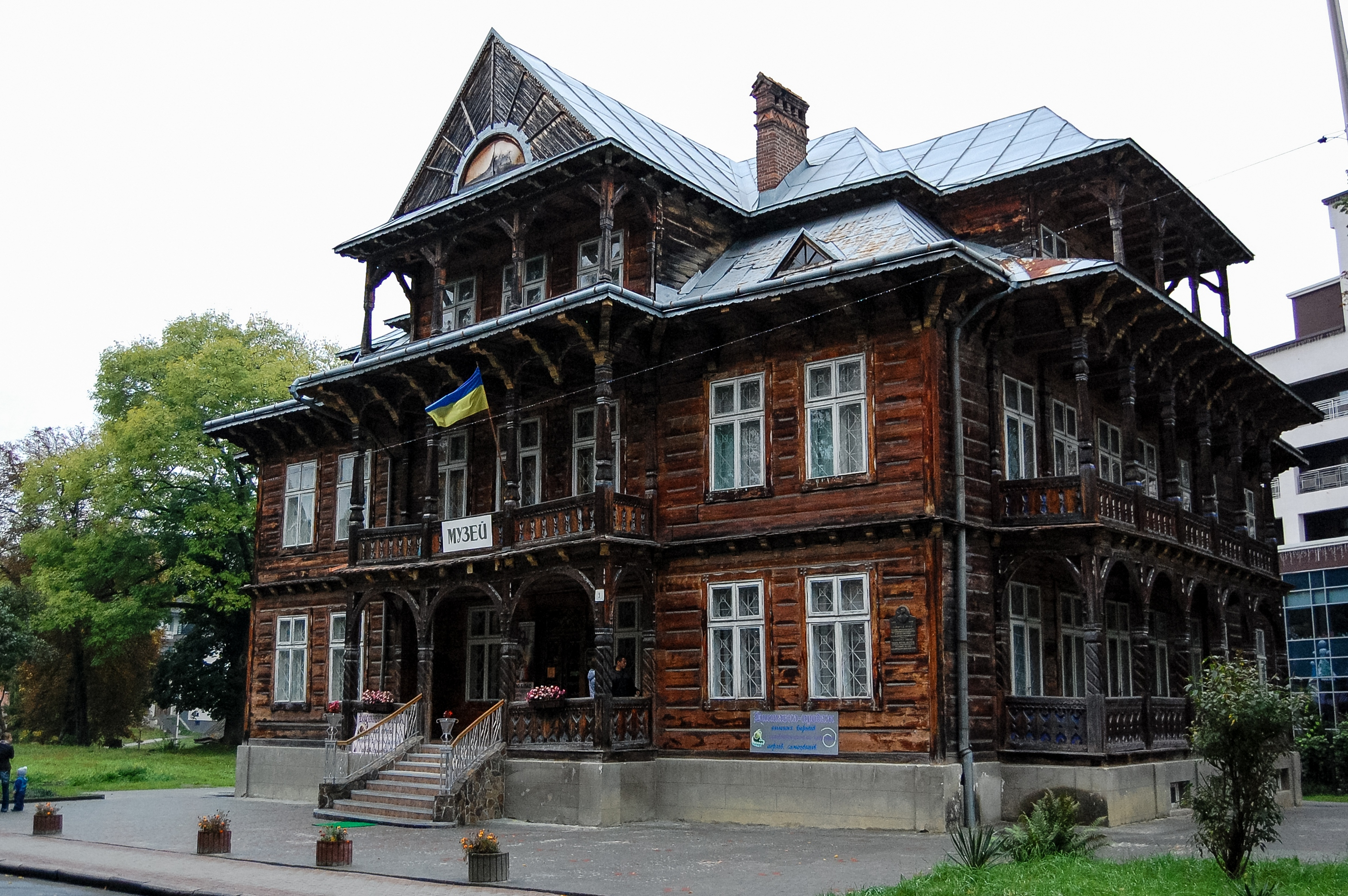
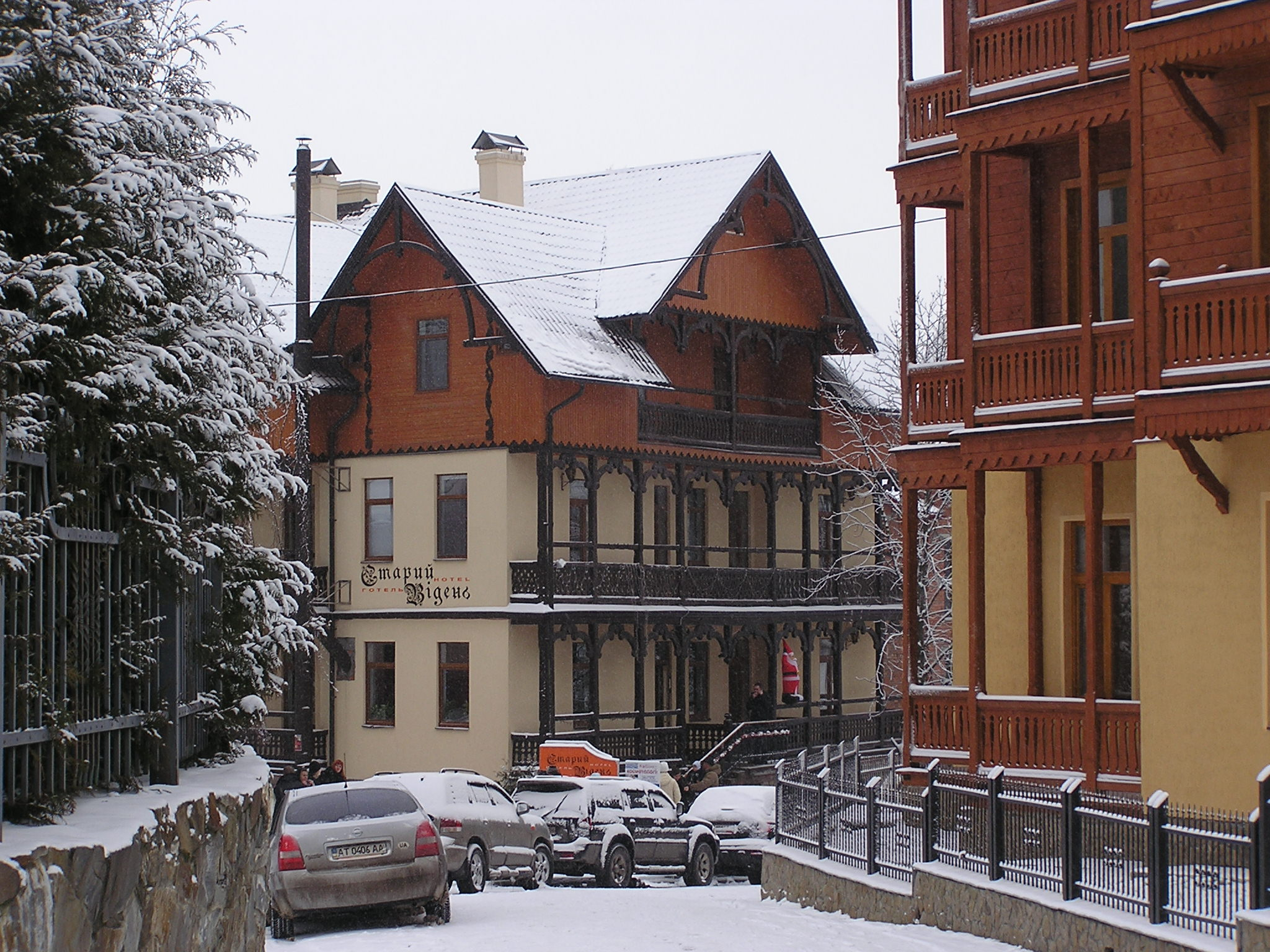
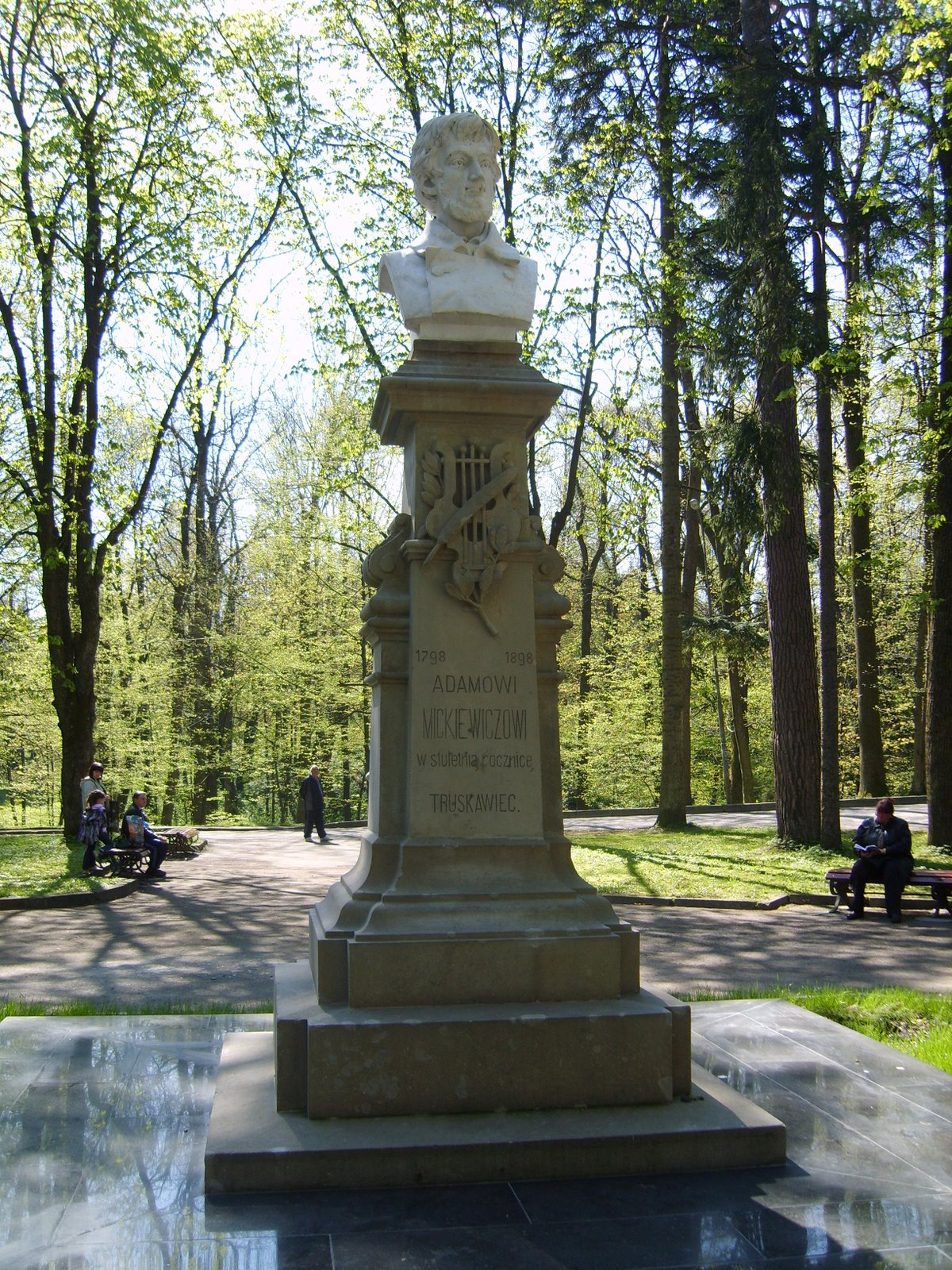